# Росош (Остроленцький повіт)
Росош (пол. Rososz) — село в Польщі, у гміні Кадзідло Остроленцького повіту Мазовецького воєводства.
Населення — 47 осіб (2011).
У 1975-1998 роках село належало до Остроленцького воєводства.

## Демографія
Демографічна структура станом на 31 березня 2011 року:
|          | Загалом | Допрацездатний вік | Працездатний вік | Постпрацездатний вік |
| -------- | ------- | ------------------ | ---------------- | -------------------- |
| Чоловіки | 20      | 3                  | 14               | 3                    |
| Жінки    | 27      | 10                 | 10               | 7                    |
| Разом    | 47      | 13                 | 24               | 10                   |